# Capra aegagrus aegagrus
Dê núi Bezoar  (Danh pháp khoa học: Capra aegagrus aegagrus) là một phân loài của loài dê hoang dã.

## Phân bố
Là một phân loài dễ bị tổn thương có nguồn gốc Afghanistan, Armenia, Azerbaijan, Georgia, Iraq, Iran, Nga và Thổ Nhĩ Kỳ. Chúng đã bị tuyệt chủng tại Lebanon. Họ cũng đã được giới thiệu đến các dãy núi Florida của New Mexico. Con dê Ngưu Hoàng được tìm thấy ở vùng núi của Tiểu Á và trên khắp Trung Đông.
Chúng cũng được tìm thấy trên một số đảo Aegean và ở Crete, nơi nó được chấp nhận rằng dê núi tạo thành quần thể bị diệt vong của loài động vật được thuần hóa rất sớm mà đã được đưa tới các hòn đảo Địa Trung Hải trong thời kỳ tiền sử và hiện đang sống như quần thể hoang dã. Con dê Ngưu Hoàng, nếu không phải là tổ tiên duy nhất của con dê nhà ngày nay thì ít nhất là tiền thân chính của nó. 

## Đặc điểm chung
Trong tự nhiên, dê sống thành từng đàn có thể lên đến 500 cá thể, con đực sống đơn độc. Dê cái trải qua một giai đoạn được gọi là động dục, khi chúng đã sẵn sàng để sinh sản. Chúng sẽ sống chung chạ giữa đực và cái, điều này có nghĩa là chúng đang ở trong một giai đoạn của chu kỳ sinh sản, đó là vào mùa thu, khi chúng đã sẵn sàng để giao phối. Trung bình thời kỳ mang thai 170 ngày. Dê thường sinh một lứa. Các con dê con có thể chạy theo các con dê mẹ gần như ngay lập tức sau khi sinh. Dê con cai sữa sau 6 tháng. Dê cái thành thục lúc 1½-2 năm rưỡi, dê con đực thì vào 3½-4 năm. Tuổi thọ của một con dê núi có thể từ 12 đến 22 năm.
Dê thích ăn ở độ cao 0,2-1,2m. Chúng có thể đứng bằng hai chân rất lâu để bứt lá, thậm chí còn trèo lên cây để chọn phần ngon để ăn. Môi và lưỡi dê rất linh hoạt để ngoạm thức ăn và chọn loại thức ăn nào nó ưa thích nhất. Dê khó ăn thức ăn ở sát mặt đất, thường phải quỳ chân trước xuống để ăn. Đây cũng là con vật có khả năng chịu khát rất giỏi. Dê thường tập trung sống bầy đàn và mỗi con trong đàn có một vị trí xã hội nhất định. Dê là loài vật hiếu động, thích chạy nhảy và leo trèo rất giỏi. Trung bình hàng ngày dê đi lại chạy nhảy từ 10 – 15 km. Chúng có thể leo lên những vách núi, mỏm đá cheo leo nguy hiểm cạnh vực sâu, có thể di chuyển dễ dàng trên những mỏm đá cheo leo nhất. Trong trường hợp cần thiết, cá thể đực trưởng thành có thể đứng rất lâu trên một mỏm đá bên bờ vực thẳm.

## Sách chuyên đề
- A Natural History Of Domesticated Mammals By Juliet Clutton-Brock, Natural History Museum (London, England) Edition: 2, illustrated, revised Published by Cambridge University Press, 1999 ISBN 0-521-63495-4, 978-0-521-63495-3
- Naderi; Rezaei, HR; Pompanon, F; Blum, MG; Negrini, R; Naghash, HR; Balkiz, O; Mashkour, M et al. (ngày 18 tháng 11 năm 2008). "The goat domestication process inferred from large-scale mitochondrial DNA analysis of wild and domestic individuals". PNAS 105 (46): 17659–17664. doi:10.1073/pnas.0804782105. PMC 2584717. PMID 19004765.